# Дрейманис, Владимир
Владимирc Дрейманис (латыш. Vladimirs Dreimanis). Военное офицерское звание — морской капитан (Jūras kapteinis), условно — гражданское — адмирал гражданского флота. В прошлом — офицер Национальных вооружённых сил (НВС) Латвии. Активный участник процесса и автор множества документов связанных с вступлением Латвии в НАТО. Разработчик первых доктрин и стратегий национальной обороны Латвии. Разработчик новой системы управления (менеджмента) — Логистическое управление (генеральная форма управления процессами в государстве основанная на принципах логистики). Автор многих публикаций на тему логистического управления и его применения, в том числе в военной сфере (например — «Logistic in Demining or Demining is about logistic». Автор методики отбора и сертификации экспертов и методики много-критерийного анализа рисков.
Наряду с вышеперечисленным, можно также отметить: — Автор идеи и руководитель процесса основания международного Центра подготовки военных водолазов Балтийских стран; — Руководитель группы разработчиков системы ближнего/ рукопашного боя для Национальных вооружённых сил Латвии; — Инициатор и руководитель разработки первых в Латвии интегрированных студийных программ для подготовки офицерского состава НВС для Армии, Военно-воздушных и Морских сил; — Автор и со-автор статей, учебных материалов и книг, в том числе в формате учебников, по вопросам подготовки офицерского состава для гражданского морского флота (кораблеводителей и механиков). К существенным достижениям так-же можно отнести качественное улучшение материально — технической базы и преобразование учебного процесса в Лиепайском морском колледже, которые происходят под девизом не просто качественной подготовки а воспитания нового поколения Латвийских офицеров гражданского флота.

## Биография
Карьеру военного начал с 1985 года. В 1990 .г. с отличием окончил Каспийское высшее военно-морское училище имени Сергея Мироновича Кирова (магистр военных наук) по программе «командный состав» по специальности инженер-штурман со специализацией подводный флот. Служил на Дальнем востоке (тихий океан) на атомных подводных крейсерах стратегического назначения. После завоевания Латвией независимости прибыл в Латвию и начал карьеру офицера Морских сил Латвии. Исполнял, в том числе такие значимые должности и обязанности как командир корабля, командир учебного центра Морских сил Латвии, начальник аналитического отдела департамента стратегического планирования генерального штаба НВС, Советник посла Латвии и атташе по вопросам обороны в Дании, Норвегии и Исландии (2003—2007 г.), Ректор Национальной академии обороны Латвии. Заместитель начальника Балтийского Оборонного колледжа, начальник штаба Флотилии морских сил Латвии. После увольнение в запас, с 2013.г. — директор Лиепайского морского колледжа.
Проходил обучение и повышение квалификации в центре подготовки водолазов во Франции и в Королевской военно-морской академии в Дании. Окончил докторантуру в Институте транспорта и связи.